# Isopterygium dubyi
Isopterygium dubyi là một loài Rêu trong họ Hypnaceae. Loài này được A. Gepp mô tả khoa học đầu tiên năm 1901.